# 껴묻거리
껴묻거리(grave goods, funerary objects) 또는 부장품(副葬品)은 장례식 즈음 사망자와 함께 매장되는 기물이다.
죽음을 애도하거나 사후에 필요할 것이라고 여겨지는 물품을 매장하는 것으로, 이러한 문화 형태는 인간이 죽음을 단순한 현상이 아니라 특별한 의미가 있는 것이라고 여겨진 것이다. 부장품의 종류는 다양하며, 다양한 상품이 매장되어 있다. 화장과 같은 경우, 함께 관에 담겨 시신과 함께 화장하기도 한다.

## 같이 보기
- 매장
- 네크로폴리스